# گروسدرشاو
گروسدرشاو (به آلمانی: Großderschau) یک شهر در آلمان است که در هافه‌لانت واقع شده‌است. گروسدرشاو ۵۴۸ نفر جمعیت دارد.